# АЕС Дамп'єрр
АЕС Дамп'єр (фр. Centrale nucléaire de Dampierre) — діюча атомна електростанція в центральній частині Франції в регіоні Центр — Долина Луари.
Станція розташована на березі річки Луара на території комуни Дамп'єрр-ан-Бюрлі в департаменті Луаре за 55 км на південний схід від Орлеана.
АЕС складається з 4 енергоблоків з реакторами з водою під тиском (PWR) CP1 розробки Framatome потужністю 937 МВт кожен.
Станція за рік виробляє 25 млрд кВт енергії, покриваючи 5 % всієї потреби країни в електроенергії і три чверті потреб Парижа.
Для охолодження технічного обладнання станція використовує велику кількість води, тому вона розташована на річці Луара.

## Інформація по енергоблоках
| Енергоблок | Тип реакторів | Потужність | Потужність | Початок будівництва | Фізпуск    | Підключення до мережі | Введення в експлуатацію | Закриття |
| Енергоблок | Тип реакторів | Чиста      | Брутто     | Початок будівництва | Фізпуск    | Підключення до мережі | Введення в експлуатацію | Закриття |
| ---------- | ------------- | ---------- | ---------- | ------------------- | ---------- | --------------------- | ----------------------- | -------- |
| Дамп'єр-1  | PWR, CP1      | 890 МВт    | 937 МВт    | 01.02.1975          | 15.03.1980 | 23.03.1980            | 10.10.1980              | —        |
| Дамп'єр-2  | PWR, CP1      | 890 МВт    | 937 МВт    | 01.04.1975          | 05.12.1980 | 10.12.1980            | 16.02.1981              | —        |
| Дамп'єр-3  | PWR, CP1      | 890 МВт    | 937 МВт    | 01.09.1975          | 25.01.1981 | 30.01.1981            | 27.05.1981              | —        |
| Дамп'єр-4  | PWR, CP1      | 890 МВт    | 937 МВт    | 01.12.1975          | 05.08.1981 | 18.08.1981            | 20.11.1981              | —        |